# Silke Dietrich
Silke Dietrich (* 4. Juni 1961 in Witzenhausen) ist eine deutsche Basketballfunktionärin, -trainerin und ehemalige -spielerin.

## Werdegang
Dietrich war Jugendspielerin beim TV 1862 Langen, 1978 wurde sie mit dem Verein bei der deutschen B-Jugendmeisterschaft Zweite. Im Sommer 1978 nahm sie mit der bundesdeutschen Auswahl an der Europameisterschaft der Kadettinnen in Spanien teil. Schon als Heranwachsende war Dietrich in Langen auch als Trainerin tätig.
Mit den Damen des TV 1862 Langen stieg sie als Spielerin 1979 als ungeschlagene Regionalliga-Meisterin in die Bundesliga auf. 1982 ereilte Dietrich mit dem TVL der Bundesliga-Abstieg. Zwischen 1981 und 1983 bestritt sie neun A-Länderspiele.
Als Trainerin führte sie die weibliche A-Jugend des TV 1862 Langen im Jahr 1987 bei der deutschen Meisterschaft auf den vierten Platz und die weibliche C-Jugend 1991 auf den bundesweit dritten Platz. 1992 gewann Langens weibliche B-Jugend unter Dietrich als Trainerin dann die deutsche Meisterschaft. 1993 errang sie mit der weiblichen A-Jugend den vierten Rang bei der deutschen Meisterschaft, 1994 führte sie den Langener Nachwuchs in derselben Altersklasse zum Gewinn der deutschen Meisterschaft. Die Mädchen der Dreieichschule Langen gewannen 2003 mit Dietrich als Trainerin den Bundeswettbewerb „Jugend trainiert für Olympia“. 2004 erreichte der weibliche U16-Nachwuchs des TV 1862 Langen unter Dietrichs Leitung den vierten Platz bei der deutschen Meisterschaft, 2005 führte sie die U16-Mädchen, zu denen unter anderem ihre Tochter Nelli Dietrich gehörte, zu Silber bei der deutschen Meisterschaft. In der Saison 2005/06 hatte sie im Trainergespann mit Steffen Brockmann die Leitung der Langener Frauen in der Regionalliga inne und führte sie 2006 zum Wiederaufstieg in die 2. Bundesliga sowie zum Gewinn des Landespokals des Hessischen Basketball-Verbands. Während Brockmann die Trainerarbeit in der 2. Bundesliga fortführte, kümmerte sich Dietrich als Managerin um die Belange der Langener Frauen. 2007 gewann Langens weibliche U18 mit Dietrich als Trainerin die deutsche Meisterschaft.
Als Funktionärin wurde Dietrich 1993 als Zuständige für den Spielbetrieb in den Vorstand der Basketballabteilung des TV 1862 Langen gewählt, ab 1999 war sie Jugendwärtin.
2007 stieß sie im Frauenbereich eine Zusammenarbeit zwischen dem TV 1862 Langen und dem TV Hofheim an, woraufhin 2008 die Rhein-Main Baskets entstanden. Dietrich war zunächst Managerin, 2012 wurde sie dann Vorsitzende der Rhein-Main Baskets. Sie wurde ebenfalls in den Vorstand des Fördervereins Basketball Teilzeit-Internat Modell Langen gewählt.
Ihre beiden Töchter, Nelli und Pia Dietrich, spielten in der Bundesliga.
Für die SPD trat Silke Dietrich 2021 zur Wahl der Stadtverordnetenversammlung Langen an.